# ARM Cortex-A7
ARM Cortex-A7 je označení 32bitového mikroprocesorového jádra architektury ARM, přesněji mikroarchitektury ARMv7-A. Společnost ARM Holdings je oznámila v roce 2011 a ve výrobě jsou od roku 2013. Návrh navazuje na procesory řady ARM Cortex-A8 a předpokládá společné užití s výkonnějšími jádry řady Cortex-A15 v rámci heterogeních systémů typu ARM big.LITTLE – proto A7 nabízí stejné možnosti jako A15.
Mezi podporované technologie patří částečně superskalární architektura s osmistupňovou instrukční linkou, instrukce NEON (tj. instrukce typu SIMD) a kódování instrukcí Thumb-2.

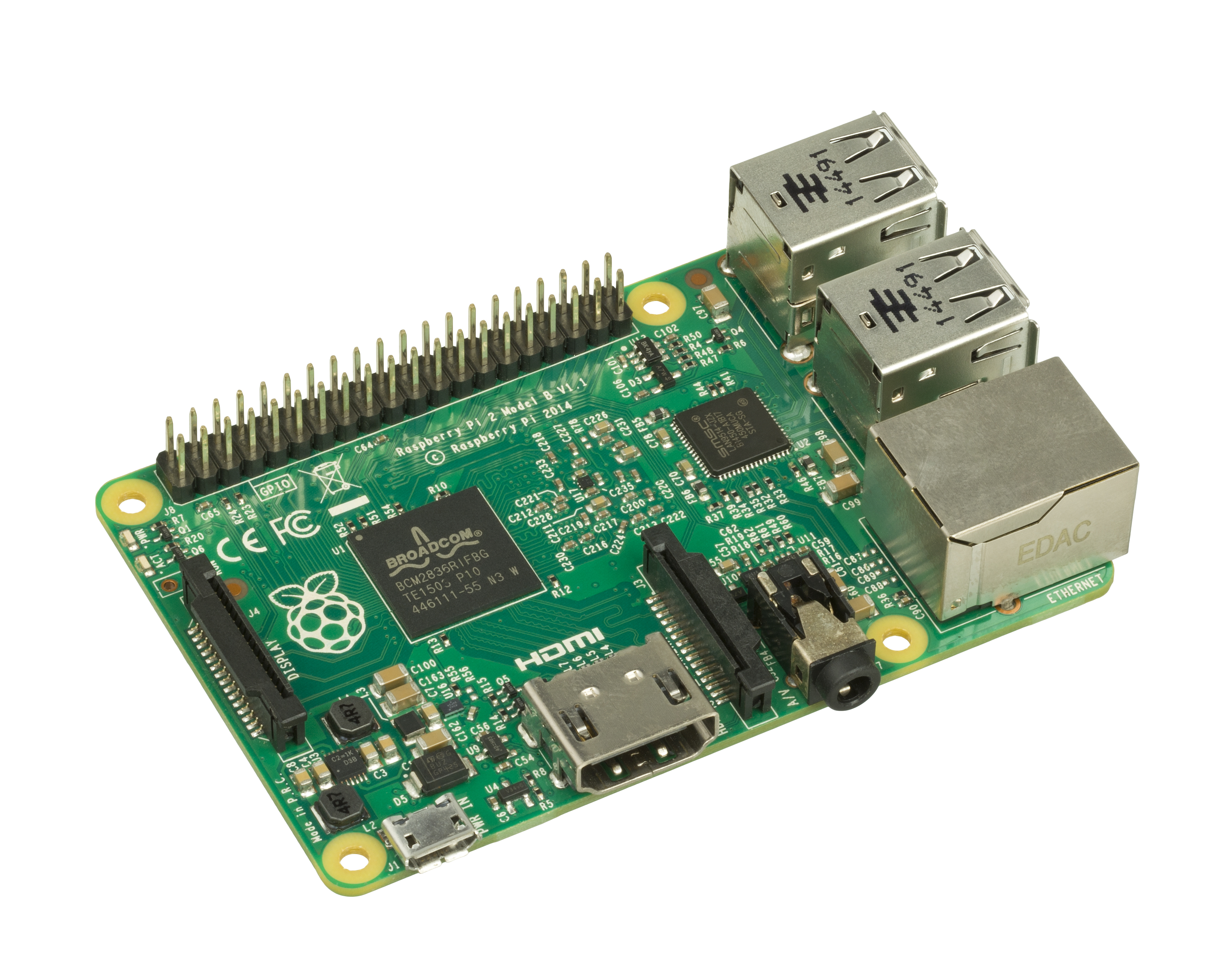
Procesor BCM2836 od firmy Broadcom v Raspberry Pi 2 je čtyřjádrová implementace ARM Cortex-A7 s přidaným multimediálním procesorem VideoCore

Čtyřjádrová implementace od firmy Broadcom byla hlavním procesorem jednodeskového počítače Raspberry Pi 2, model V1.1, a procesory řady A7 jsou běžně také v jednodeskových počítačích inspirovaných Raspberry Pi, například v Banana Pi, Banana Pro nebo Orange Pi.